# Bodil du meilleur acteur
Le Bodil du meilleur acteur (Bodilprisen for bedste mandlige hovedrolle), est une récompense cinématographique danoise décernée chaque année depuis 1948 par la Danske Filmkritikere (da), laquelle décerne également tous les autres Bodils.

## Palmarès
Note : L'année indiquée est celle de la cérémonie, récompensant les films sortis au cours de l'année précédente.

### Années 1940
- 1948 : Poul Reichhardt (Soldaten og Jenny)
- 1949 : Mogens Wieth (Kampen mod uretten)

### Années 1950
- 1950 : Erik Mørk (Susanne)
- 1951 : Preben Lerdorff Rye (I gabestokken)
- 1952 : non décerné
- 1953 : Per Buckhøj (Adam og Eva)
- 1954 : Angelo Bruun (Hendes store aften)
- 1955 : Emil Hass Christensen (La Parole)
- 1956 : Ove Sprogøe (På tro og love)
- 1957 : Peter Malberg (Ingen tid til kærtegn)
- 1958 : Gunnar Lauring (Krudt og klunker)
- 1959 : Preben Lerdorff Rye (En fremmed banker på)

### Années 1960
- 1960 : Kjeld Petersen (Vi er allesammen tossede)
- 1961 : Henning Moritzen (Forelsket i København)
- 1962 : John Price (Duellen)
- 1963 : Jarl Kulle (Den kære familie)
- 1964 : Ole Wegener (Sekstet)
- 1965 : Morten Grunwald (Fem mand og Rosa)
- 1966 : John Price (Naboerne)
- 1967 : Per Oscarsson (La Faim)
- 1968 : Jesper Langberg (Sådan er de alle)
- 1969 : Jesper Klein (Ballade pour Carl-Hennig)

### Années 1970
- 1970 : non décerné
- 1971 : Paul Scofield (King Lear)
- 1972 : Ove Sprogøe (The Missing Clerk)
- 1973 : Ole Ernst (Flugten)
- 1974 : Dirch Passer (Me and the Mafia)
- 1975 : Ove Sprogøe (The Last Exploits of the Olsen Gang)
- 1976 : non décerné
- 1977 : Jens Okking (Strømer)
- 1978 : Frits Helmuth (Lille spejl)
- 1979 : Jesper Christensen (Hør, var der ikke en som lo?)

### Années 1980
- 1980 : Allan Olsen (Johnny Larsen)
- 1981 : Buster Larsen (Jeppe på bjerget)
- 1982 : Otto Brandenburg (Gummi-Tarzan)
- 1983 : Ole Ernst (Der er et yndigt land)
- 1984 : Peter Hesse Overgaard (Isfugle)
- 1985 : non décerné
- 1986 : non décerné
- 1987 : Michael Falch (Mord i mørket)
- 1988 : Max von Sydow (Pelle le Conquérant)
- 1989 : Ole Lemmeke (Himmel og helvede)

### Années 1990
- 1990 : Frits Helmuth (Notre dernière valse)
- 1991 : Tommy Kenter (Lad isbjørnene danse)
- 1992 : Ole Lemmeke (De nøgne træer)
- 1993 : Søren Østergaard (Pain of Love - La Douleur de l'amour )
- 1994 : Frits Helmuth (Det forsømte forår)
- 1995 : Ernst-Hugo Järegård (L'Hôpital et ses fantômes)
- 1996 : Ulf Pilgaard (Farligt venskab)
- 1997 : Max von Sydow (Hamsun)
- 1998 : Holger Juul Hansen (L'Hôpital et ses fantômes II)
- 1999 : Ulrich Thomsen (Festen)

### Années 2000
- 2000 : Henrik Lykkegaard (Bornholms stemme)
- 2001 : Jesper Christensen (The Bench)
- 2002 : Jens Okking (At klappe med én hånd)
- 2003 : Jens Albinus (At kende sandheden)
- 2004 : Ulrich Thomsen (Arven)
- 2005 : Mads Mikkelsen (Pusher 2 : Du sang sur les mains)
- 2006 : Jesper Christensen (Manslaughter)
- 2007 : Nicolas Bro (Offscreen)
- 2008 : Jesper Asholt (Kunsten at Græde i Kor - L'Art de pleurer en chœur)
- 2009 : Jakob Cedergren (Frygtelig lykkelig - Terriblement heureux)

### Années 2010
- 2010 : Willem Dafoe (Antichrist)
- 2011 : Pilou Asbæk (R)
- 2012 : Nikolaj Lie Kaas (Dirch)
- 2013 : Mikkel Boe Følsgaard (Royal Affair)
- 2014 : Mads Mikkelsen (La Chasse)
- 2015 : Henrik Birch (de) (The Sunfish)
- 2016 : Roland Møller (Les Oubliés - Under sandet)
- 2017 : Søren Malling (Forældre)
- 2018 : Dejan Čukić (Fantasten)
- 2019 : Jakob Cedergren	(The Guilty - Den skyldige)

### Années 2020
- 2020 : Jesper Christensen pour Before the Frost[1],[2],[3]
- 2021 : Mads Mikkelsen pour Drunk[4],[5]